# Резцов, Леонид Васильевич
Леонид Васильевич Резцов (род. 5 марта 1962, Химки, Московская область) — советский биатлонист, советский и российский тренер по биатлону. Участник Кубка мира в составе сборной СССР, неоднократный призёр чемпионата СССР по биатлону. Мастер спорта СССР международного класса, заслуженный тренер России.

## Биография
Начинал спортивную карьеру в г. Владимире. В середине 1980-х годов выступал за Москву, представлял спортивное общество «Динамо», затем перешёл в общество «Профсоюзы».
В 1984 году завоевал две бронзовые медали чемпионата СССР — в спринте и в эстафете в составе сборной «Динамо». В 1985 году в составе динамовской команды выиграл серебряные медали в эстафете. В 1989 году стал бронзовым призёром первой в истории чемпионатов СССР командной гонки в составе сборной Профсоюзов.
В сезоне 1987/88 в составе сборной СССР принимал участие в этапах Кубка мира в Хольменколлене и Ювяскюля. Лучший результат — третье место в эстафете, а в личных видах — шестое место в индивидуальной гонке.
В 1989 году участвовал в зимней Универсиаде в Софии. В индивидуальной гонке стал серебряным призёром, а в эстафете сборная СССР одержала победу.
В середине 1980-х годов, параллельно со спортивными выступлениями, начал заниматься тренерской работой. Был личным тренером своей жены Анфисы Резцовой. Затем работал тренером в московской ДЮСШ № 102. В 2000-е годы занимался бизнесом. В 2011 году назначен главным тренером сборной Московской области по биатлону, вошёл в состав Совета областной федерации биатлона.

## Личная жизнь
Супруга — Анфиса Резцова (1964—2023) (в девичестве — Романова), олимпийская чемпионка по лыжным гонкам и биатлону. В семье четверо детей. Старшие дочери, Дарья Виролайнен (род. 1989) и Кристина Резцова (род. 1996), в разное время выступали (Кристина продолжает выступать до настоящего времени) в составе сборной России по биатлону.